# Przestęp
Przestęp (Bryonia L.) – rodzaj roślin z rodziny dyniowatych, obejmujący 12 gatunków bylin, występujących w Eurazji, Afryce Północnej (w tym na Wyspach Kanaryjskich) oraz na wyspach Pacyfiku. Jako rośliny introdukowane przestęp biały i dwupienny rosną w Ameryce Północnej. Oba te gatunki są także zadomowionymi antropofitami we florze Polski. Rośliny o długiej tradycji zastosowań leczniczych, współcześnie jednak raczej tylko w homeopatii – brak potwierdzonych działań zdrowotnych. Bulwy przestępu dwupiennego nosiły angielską nazwę „English mandrake” („angielskiej mandragory”) ze względu na podobieństwo i zakres dawnych zastosowań medycznych. Wszystkie organy tych roślin są trujące, a korzenie w stanie świeżym działają bardzo drażniąco na skórę.

## Morfologia
PokrójByliny z zielnymi, rocznymi, pnącymi pędami wyrastającymi z trwałego, zwykle bulwiastego korzenia. Pędy nagie do owłosionych, z nierozgałęzionymi wąsami czepnymi.
LiścieOgonkowe, o blaszce kształtu strzałkowatego, poprzez owalny do okrągłego, 3–5-krotnie klapowane lub pierzastodzielne. Brzeg blaszki jest nierówno ząbkowany.
KwiatyRozdzielnopłciowe (rośliny zwykle dwupienne, rzadziej jednopienne), drobne. Wyrastają skupione w kątowych kwiatostanach. Kwiaty męskie w liczbie 4–16 w gronach i pęczkach, kwiaty żeńskie skupione zwykle po 2–6 w gronach i wierzchotkach. Hypancjum dzwonkowate. Działek kielicha jest 5, mają kształt trójkątny do lancetowatego. Płatków korony także jest 5, mają kolor biały, żółtozielonkawy do żółtawego. Ich długość wynosi od 3 do 7 mm. W kwiatach męskich znajduje się 5 pręcików, z czego cztery skupione w dwóch parach, przez co wydaje się, że pręciki są 3. W kwiatach żeńskich pojedyncza, jednokomorowa, owalna do elipsoidalnej zalążnia z jednym słupkiem zwieńczonym trzema rozwidlonymi znamionami.
OwoceKulista, pomarańczowa do czerwonej lub czarna jagoda zawierająca kilka nasion.

## Systematyka
Rodzaj z rodziny dyniowatych z podrodziny Cucurbitoideae i plemienia Benincaseae.
Wykaz gatunków
- Bryonia acuta Desf.
- Bryonia alba L. – przestęp biały
- Bryonia aspera Steven ex Ledeb.
- Bryonia cretica L.
- Bryonia dioica Jacq. – przestęp dwupienny
- Bryonia lappifolia Vassilcz.
- Bryonia marmorata E. M. A. Petit
- Bryonia melanocarpa Nabiev
- Bryonia monoica Aitch. & Hemsl.
- Bryonia multiflora Boiss. & Heldr.
- Bryonia syriaca Boiss.
- Bryonia verrucosa Aiton

W ujęciu Plants of the World online Bryonia dioica jest synonimem B. cretica subsp. dioica (Jacq.) Tutin.